# عماد جاد
عماد جاد عضو مجلس النواب المصري ، وعضو المكتب السياسي لحزب المصريين الأحرار، نائب رئيس مركز الأهرام للدراسات الأستراتيجية. كما كان له كتابات ومؤلفات سياسية،  شغل منصب عضو المكتب السياسي لحزب المصريين الأحرار منذ عام 2011. وقد شغل منصب نائب مركز الأهرام للدراسات الاستراتيجية منذ عام 2013. حيث شغل منصب عضو مجلس النواب المصري منذ عام 2020.

## المؤلفات
- من داخل إسرائيل الآن ومنذ نصف قرن : صراعات داخلية وطموحات خارجية (تحرير).[4]